# Недедза
Недедза (словац. Nededza) — село, громада округу Жиліна, Жилінський край, регіон Горне Поважіє. Кадастрова площа громади — 6,31 км².
Населення 1022 особи (станом на 31 грудня 2017 року).

## Історія
Недедза згадується 1384 року.

## Географія
Протікає річка Котрчіна.

## Населення
| Рік:            | 1994. | 2004.   | 2014.   | 2024.   |
| --------------- | ----- | ------- | ------- | ------- |
| Кількість осіб: | 849   | 929     | 1016    | 1092    |
| Різниця:        |       | +9,42 % | +9,36 % | +7,48 % |

| Рік:            | 2023. | 2024.   |
| --------------- | ----- | ------- |
| Кількість осіб: | 1075  | 1092    |
| Різниця:        |       | +1,58 % |